# توم كيوزاك
توم كيوزاك (بالإنجليزية: Tom Cusack) هو لاعب اتحاد الرغبي أسترالي، ولد في 6 سبتمبر 1990 في كانبرا في أستراليا.

## وصلات خارجية
- توم كيوزاك على موقع أوليمبيديا (الإنجليزية)
- توم كيوزاك على موقع اتحاد ألعاب الكومنولث (مؤرشف) (الإنجليزية)